# Zawracik Kasprowy

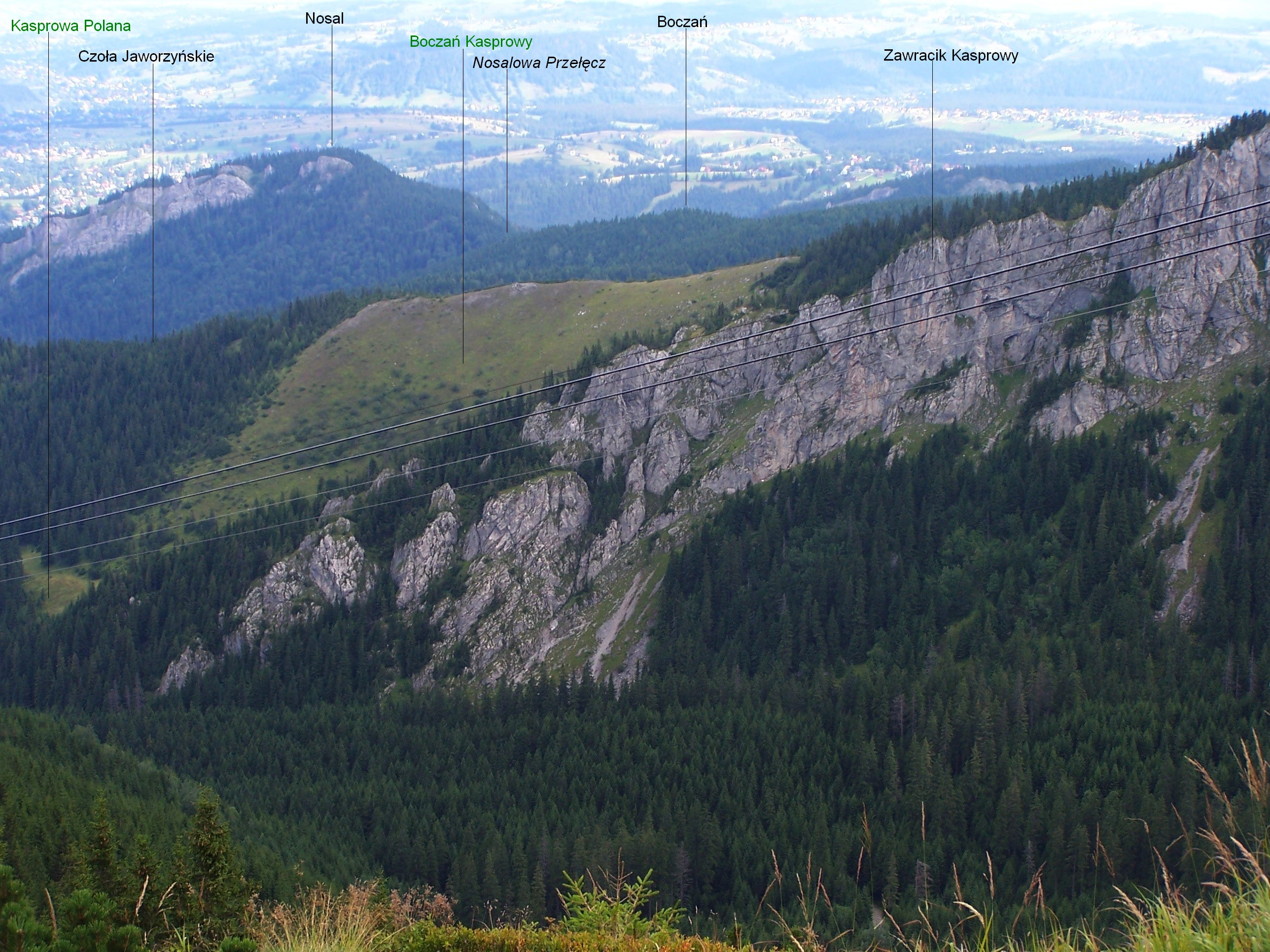
Widok z północnej grani Kasprowego Wierchu

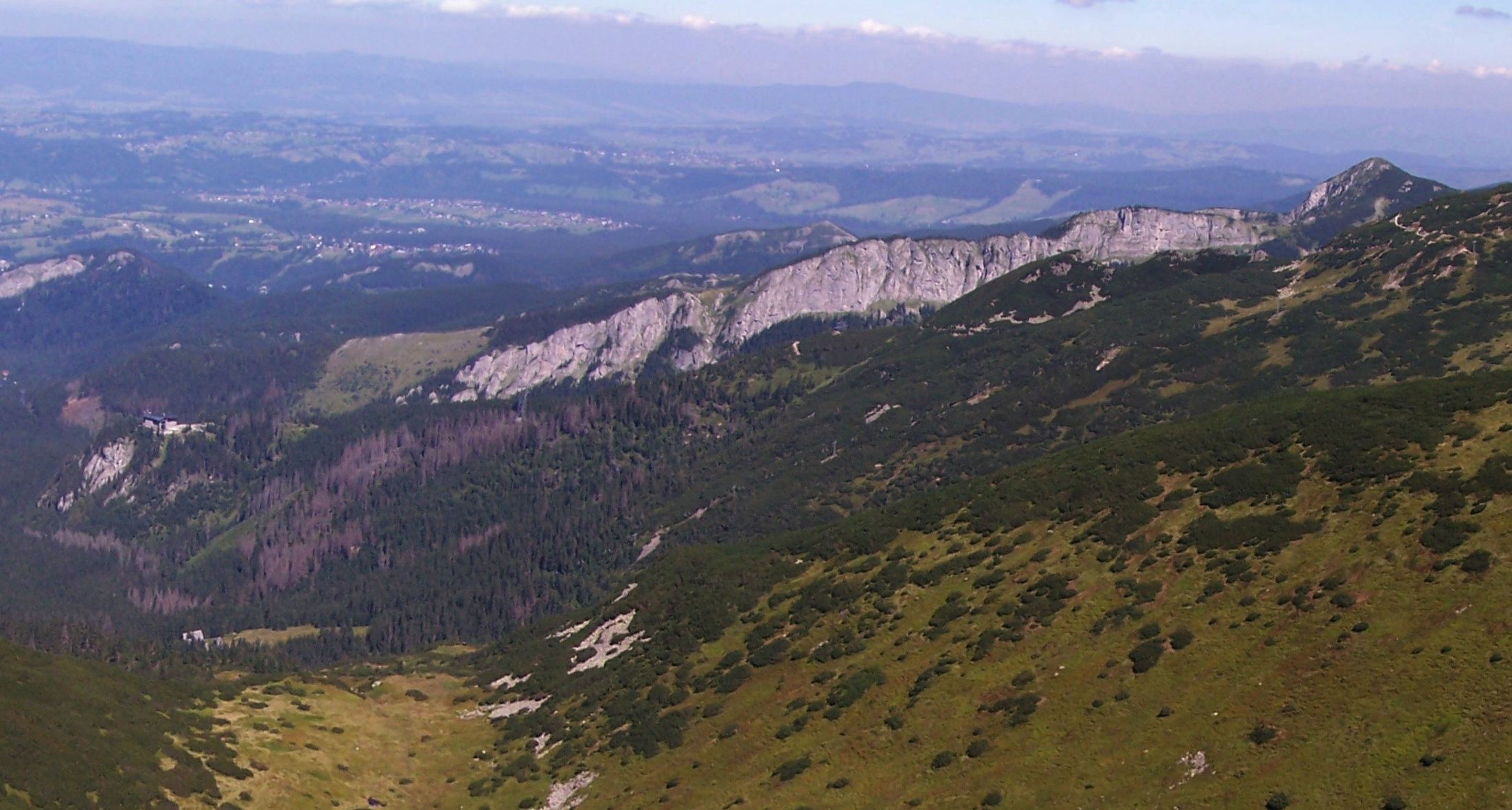
Widok z Przełęczy Świńskiej

Zawracik Kasprowy – grzbiet odgałęziający się od Rówienek w polskich Tatrach Zachodnich i będący przedłużeniem Zawratu Kasprowego. Od Rówienek opada w kierunku zachodnio-północno-zachodnim, kończąc się przy Kasprowej Polanie. Od strony wschodniej jego stoki to strome, zarośnięte lasem urwiska, zaś od strony zachodniej do Starych Szałasisk opada skalnym murem o wysokości do 100 m. Z Rówienek przez Zawracik Kasprowy opadają dwa żleby; jeden piarżysty biegnie w kierunku zachodnim, oddzielając od siebie Zawracik i Zawrat Kasprowy, drugi zalesiony opada w północno-zachodnim kierunku do Kasprowej Polany.
Zawracik Kasprowy zbudowany jest całkowicie ze skał wapiennych, w których silnie rozwinięte są zjawiska krasowe. Odkryto tutaj wiele jaskiń, grot, wnęk i dziur. Największe z nich to: Jaskinia Kasprowa Niżnia, Średnia i Wyżnia, Jaskinia pod Szczytem, Jaskinia Korytarzowa. W murze istnieje kilka dróg wspinaczkowych. Opisuje je szczegółowo Władysław Cywiński w 13. tomie przewodnika Tatry. Taternicy nadali nazwy poszczególnym formacjom skalnym. Jest więc w Zawraciku Kasprowym Iglica Kasprowa (w 2008 jeszcze niezdobyta), Filar z Grotą, Korytarz. Wspinaczka tutaj jest jednak przez Tatrzański Park Narodowy zabroniona.